# Dansk Magisterforening
DM (tidligere Dansk Magisterforening) er en dansk faglig organisation, som organiserer akademikere.
DM forhandler overenskomster og rådgiver sine medlemmer om blandt andet løn, ansættelsesvilkår, karriere og arbejdsmiljø og arbejder på at påvirke beslutningstagere, så arbejdsvilkårene for medlemmerne generelt bliver bedre.

## Medlemmerne
DM organiserer både kandidater, bachelorer og studerende. De fleste af DM’s medlemmer har uddannelsesbaggrund inden for humaniora, naturvidenskab, it, samfundsfag og sundhedsvidenskab. Medlemmerne arbejder både i det offentlige og i det private med blandt andet uddannelse, forskning, administration, it og miljø.

## Om DM
DM blev grundlagt i 1918 som Almindelig Dansk Cand.Mag. Organisation og havde dengang 149 medlemmer . I 1946 skiftede foreningen navn til Dansk Magisterforening og i 2020 skiftede foreningen navn til DM. Efter flere fusioner med mindre fagforeninger, senest med Forbundet Kultur Og Information pr. 1. november 2023, har DM i dag mere end 75.000 medlemmer. DM har indgået en fusionsaftale med Forbundet Kommunikation og Sprog, som blev stemt igennem i februar 2024 og træder i kraft 1. november 2024, hvorved DM vokser med yderligere ca. 7.000 medlemmer.
I 1955 fik organisationen sin egen a-kasse, Magistrenes A-kasse (MA).
DM indgår i hovedorganisationen, Akademikerne.
DM’s forperson er Janne Glerup. Tidligere forpersoner er blandt andre Camilla Gregersen, Ingrid Stage og Per Clausen.

## DM's forskningspris
Siden 2006 har DM uddelt en forskningspris til to danske forskere inden for naturvidenskab, teknologi, humaniora og samfundsvidenskab. Prisen bliver uddelt efter indstillinger fra andre danske forskere, og der medfølger 50.000 kr.
Modtagere
| År   | Modtagere              |
| ---- | ---------------------- |
| 2006 | Ole John Nielsen       |
| 2006 | Mette Sørensen         |
| 2007 | Jesper Wengel          |
| 2007 | Dominique Bouchet      |
| 2008 | Anja Cetti Andersen    |
| 2008 | Marie-Louise Nosch     |
| 2009 | Jørgen Kjems           |
| 2009 | Hans Bonde             |
| 2010 | Frederik Stjernfelt    |
| 2010 | Lars Peter Nielsen     |
| 2011 | Eske Willerslev        |
| 2011 | Ning de Coninck-Smith  |
| 2012 | Carsten Thomassen      |
| 2012 | Jesper Ryberg          |
| 2013 | Annemarie Surlykke     |
| 2013 | Dan Zahavi             |
| 2014 | Eugene Polzik          |
| 2014 | Anne Løkke             |
| 2015 | Lars Arendt-Nielsen    |
| 2015 | David E. Nye           |
| 2016 | Ikke uddelt            |
| 2017 | Darach Watson          |
| 2017 | Karin M. Frei          |
| 2018 | Lasse Horne Kjældgaard |
| 2018 | Kristine Niss          |
| 2019 | Carsten Rahbek         |
| 2019 | Rubina Raja            |
| 2020 |                        |
| 2021 | Mikkel Bille           |
| 2021 | Viggo Andreasen        |

## Formænd[8]
| Formand              | Periode   |
| Kristen Simonsen     | 1918-1920 |
| Jens Grønbæk         | 1920-1923 |
| Hans M. Jensen       | 1923-1924 |
| Oluf Bøggild         | 1924-1937 |
| Oluf Sønderlund      | 1937-1946 |
| Arne Østergaard      | 1946-1952 |
| Albert Fabritius     | 1952-1960 |
| P.K. Jensen          | 1960-1963 |
| Arthur Friediger     | 1963-1966 |
| Bjarne Nørretranders | 1966-1968 |
| Ole Karup Petersen   | 1969      |
| Erik Stig Jørgensen  | 1970      |
| Hans Sand            | 1971-1972 |
| Niels Jonassen       | 1972      |
| Torben Rode          | 1973-1975 |
| N.O. Roy Poulsen     | 1976      |
| Helge Petersen       | 1977-1987 |
| Axel Kjær Sørensen   | 1988-1990 |
| Søren Vang Rasmussen | 1991-1993 |
| Per Clausen          | 1994-2000 |
| Ingrid Stage         | 2001-2015 |
| Camilla Gregersen    | 2015-2024 |
| Janne Glerup         | 2025-     |